# Dreanova Glava, Kărdjali
Dreanova Glava (în bulgară Дрянова Глава) este un sat în comuna Kirkovo, regiunea Kărdjali,  Bulgaria. 

## Demografie
Componența etnică a satului Dreanova Glava
     Turci (8,62%)
     Nicio identificare (91,37%)
     Altele (0%)
La recensământul din 2011, populația satului Dreanova Glava era de 58 locuitori. Nu există o etnie majoritară, locuitorii fiind  și turci (8,62%). Pentru 91,37% din locuitori nu este cunoscută apartenența etnică.